# Cellulare Magazine
Cellulare Magazine è una rivista mensile italiana pubblicata dal 1998 dalla Top Press e dedicata alla telefonia cellulare.
Il direttore Massimo Morandi è ospite fisso della trasmissione 2024 di Radio 24, durante la quale fornisce notizie e commenti sul mondo della telefonia mobile. Di Cellulare Magazine esiste anche una versione Web.